# Wilhelm von Keppel
Wilhelm von Keppel, auch Kepfel, war ein deutscher Täufer und Kirchenlieddichter des 16. Jahrhunderts. Vor seiner Konversion zur reformatorischen Täuferbewegung wirkte Keppel als katholischer Pfarrer. 
Im Jahr 1561 wurde Keppel in Köln mit anderen Mitgliedern der Kölner Täufergemeinde erstmals gefangen genommen, jedoch bald wieder freigesetzt. Ein Jahr später wurde er zusammen mit seinem Freund Georg Ladenmacher erneut verhaftet und anschließend in einem der Türme der Stadt Köln festgehalten und gefoltert. Im September 1562 wurde er in den Kerker des Kölner Gefängnisses überführt, wo er sich mit Ladenmacher eine Zelle teilen konnte. Trotz weiterer Folter hielten beide an ihren täuferischen Ansichten fest, was die Todesstrafe nach sich ziehen sollte. Georg Ladenmacher wurde schließlich im Rhein ertränkt. Wilhelm von Keppel jedoch widerrief unmittelbar nach Vollstreckung der Todesstrafe an Ladenmacher und konnte so sein eigenes Überleben sichern. Er wurde jedoch aus der Stadt dauerhaft verbannt.
Die von ihm und seinem Freund Georg Ladenmacher gemeinsam durchlebte Zeit der Inhaftierung und das Martyrium seines Freundes beschrieb er später in einem 45 Strophen umfassenden geistlichen Lied, das sich teils an Martin Luthers Ein neues Lied wir heben an orientiert. Sein Lied wurde in Liedersammlungen der Täuferbewegung aufgenommen, so unter anderem in Ein schön Gesangbüchlein um 1570 und in Ausbund etlicher schöner christlicher Gesänge von 1583. Auch im Märtyrerspiegel werden beiden Männer genannt.